# Слейві
Слейві (англ. Slavey; також: слейв, авоканак, дех-чо) — корінний індіанський народ західної канадської Субарктики (Північно-західні території, Британська Колумбія, Альберта). У культурному та мовному відношенні слейві близькі до сахту, кутчинів та тлічо.

## Території
Проживають в Північно-західних територіях (поблизу Великого Невільничого озера). А також на північному сході Британської Колумбії та північному заході Альберти.

## Мова
Мова слейві належить до атабаських мов родини на-дене. Зараз слейві є вимираючою мовою, адже більшість молоді розмовляє лише англійською.

## Назва
Назва «слейві» майже не використовується самими слейві, які частіше називають себе «дене». Також корінними етнонімами є «дехчо», «дене-тха»
Від назви «слейві» походять наступні гідроніми: Велике Невільниче озеро, Мале Невільниче озеро, Невільнича (річка), Мала Невільнича (річка). Дані назви виникли внаслідок плутанини при перекладі, коли назва племені була помилково ототожнена з англійським словом Slave (раб).